# Joustra (Spielzeug)
Joustra (seit 1999 Heller Joustra S.A.) ist ein französischer Spielzeughersteller mit Gründungssitz in der 13 rue de Belfort, Straßburg. Der Firmenname setzte sich aus JOUets de STRASbourg (dt. Spielzeug aus Straßburg) zusammen. Das Unternehmen wurde 1934 von den Brüdern Paul und André Kosmann gegründet und 1999 von dem Modellbauhersteller Heller übernommen.

## Geschichte
Die Brüder Kosmann gründeten 1934 in Straßburg einen kleinen Spielwarenladen, in dem sie Spielzeug aus Deutschland anboten. Kurz darauf begannen sie mit der Produktion eigener Spielsachen unter dem Namen Jouets de Strasbourg, kurz Joustra. Sie wandten sich an Wilhelm Marx, der als Vertreter bei der Nürnberger Metallwarenfabrik Gebrüder Bing tätig war. Bis zum Beginn des Zweiten Weltkriegs 1939 wurden die ersten acht mechanischen Joustra-Miniaturmodelle angeboten. Als Motiv für das Firmenlogo wählte man das Straßburger Münster. 1943 wurde die Produktion des elsässischen Unternehmens kriegsbedingt eingestellt.

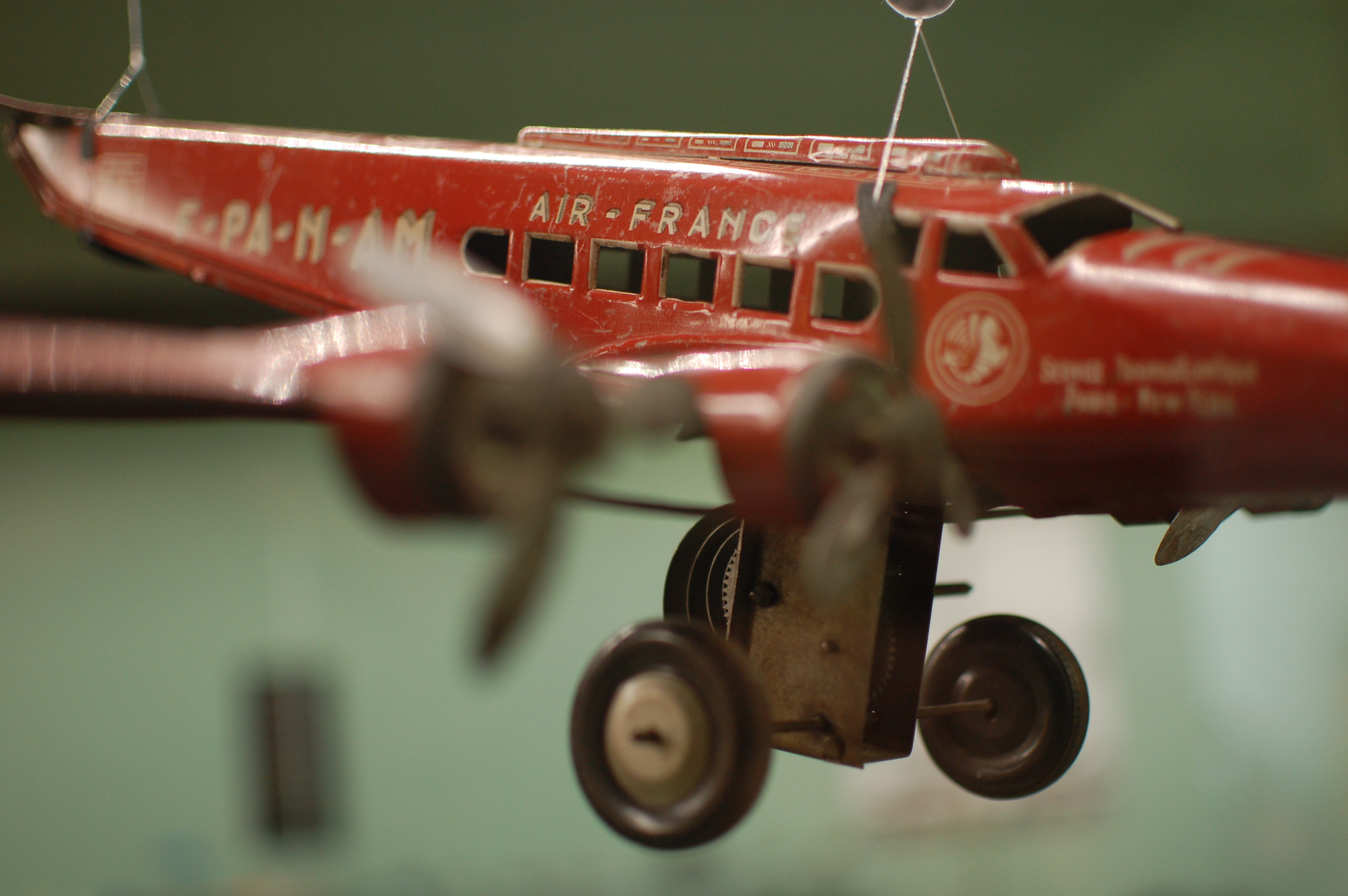
Modell eines 4-motorigen Flugzeugs, 1950

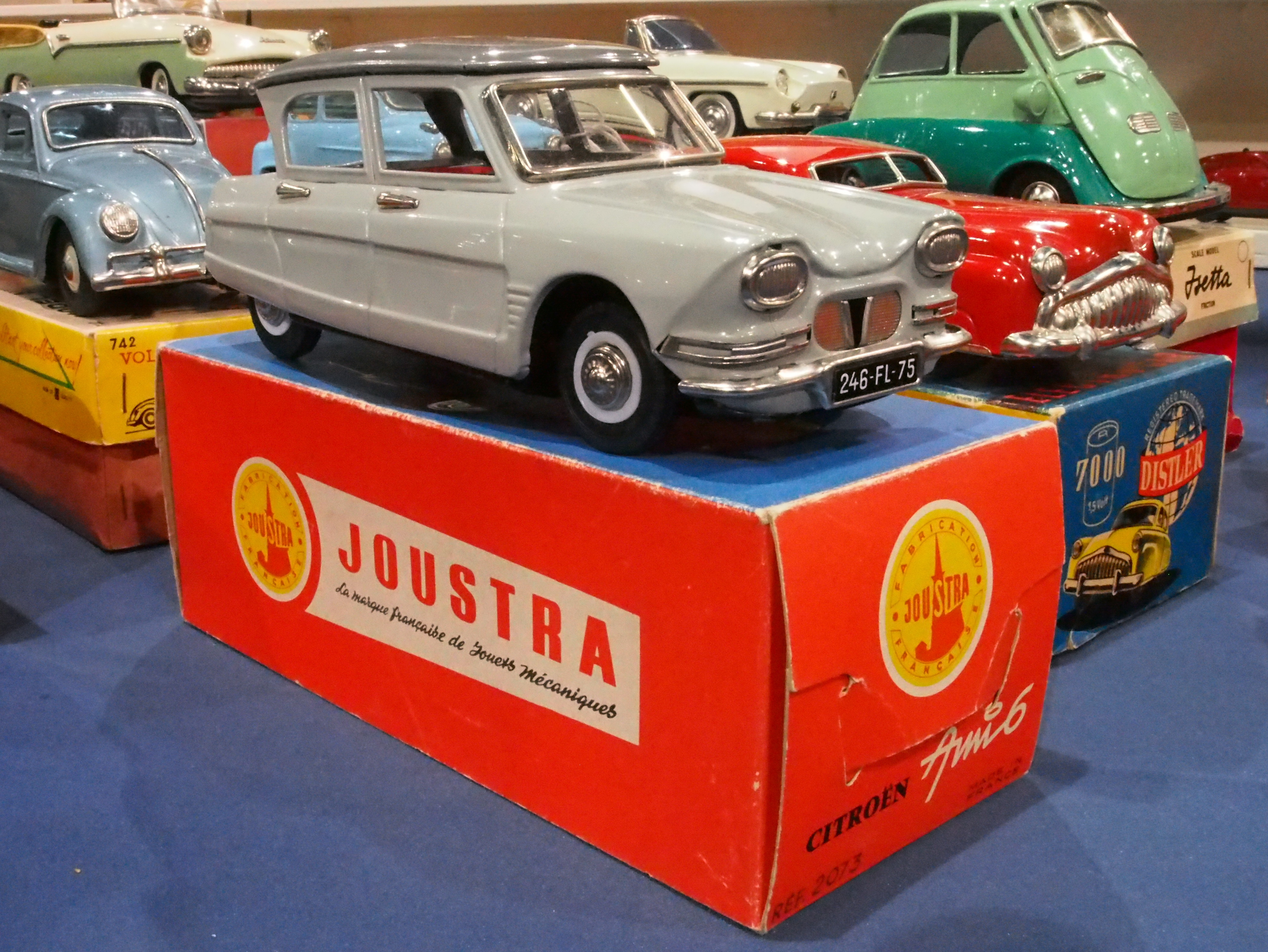
Joustra-Spielzeugmodell des Citroën Ami 6

Nach Ende des Zweiten Weltkriegs wurde die Produktion wieder aufgenommen, mit Marx und Georges Molliet, einem seiner Zulieferer, wurde ein Vertrag geschlossen und das nun wieder französische und mittlerweile auf mechanisches Spielzeug spezialisierte Unternehmen erlebte einen wahren Boom. Joustra bot in ganz Europa eine Reihe von einfachem und preiswertem Spielzeug wie kleine Tiere und mechanische Modelle mit komplexen und ausgeklügelten Mechanismen an. Dieses Spielzeug war so revolutionär, dass die deutschen Konkurrenten dem Unternehmen Joustra anfangs sogar den Zugang zur berühmten Spielwarenmesse in Nürnberg untersagten. Anfang der 1950er Jahre wurden 40 Prozent der Produktion ins europäische Ausland und in die Vereinigten Staaten exportiert. 1955 waren mehrere hundert Mitarbeiter im Unternehmen beschäftigt und es wurden jährlich 6-7.000.000 Spielzeuge verkauft. Mitte der 1960er Jahre wurde Joustra zum führenden Hersteller für mechanische Spielzeuge in Europa. Das Angebot umfasste zu dieser Zeit bis zu 200 verschiedene Produkte. Primär handelte es sich dabei um mechanisches Spielzeug aus Blech mit Schlüsselmotor sowie Reibungs- und Batterieantrieb. Zu den Produkten gehörten unter anderem LKWs, Baukräne, Busse, Flugzeuge, Boote, Autos, Kettenfahrzeuge und vieles mehr. Die gepressten Blechspielzeuge wurden in den späten 1960er Jahren aus Sicherheitsgründen durch Kunststoffmodelle ersetzt.
Im Jahre 1969 ging Marx, damaliger Eigentümer, in den Ruhestand, woraufhin das Unternehmen von der Compagnie Financière Edmond de Rothschild gekauft wurde, zu anderen Marken der Compagnie Générale du Jouet eingegliedert wurde und nach Illkirch verlegt wurde.
In den 1970er Jahren begann Joustra mit der Herstellung und dem Vertrieb von ferngesteuertem Spielzeug in Form von Autos und Booten des Spielzeughersteller Lyonnaise Society. 1985 wurde der Firmensitz in die Gemeinde Ostwald in der Nähe von Straßburg verlegt. Die günstigen japanischen Konkurrenzprodukte auf dem Markt des ferngesteuerten Spielzeugs machten Joustra zunehmend zu schaffen.
Im Jahr 1999 wurde das Unternehmen von dem französischen Modellbauunternehmen Heller mit Sitz in Trun gekauft und firmiert nun unter dem Namen Heller Joustra SA.